# Marigny-les-Usages
Marigny-les-Usages è un comune francese di 1 157 abitanti situato nel dipartimento del Loiret nella regione del Centro-Valle della Loira.

## Società

### Evoluzione demografica
Abitanti censiti